# Hepsetus
Hepsetus is een geslacht van straalvinnige vissen uit de familie van Afrikaanse snoekzalmen (Hepsetidae).

## Soorten
- Hepsetus akawo Decru, Vreven & Snoeks, 2012
- Hepsetus odoe (Bloch, 1794)